# Астрадамовский район
Астрадамовский район — административно-территориальная единица в составе Средневолжской области, Средневолжского края, Куйбышевской и Ульяновской областей РСФСР, существовавшая в 1928—1931 и 1939—1960 годах.
Астрадамовский район был образован в 1928 году в составе Ульяновского округа Средневолжской области (с 1929 года — края). В состав района вошла территория бывшей Астрадамовской волости Ульяновского уезда (кроме Чириковского сельсовета), а также Теньковский с/с бывшей Урено-Карлинской волости Карсунского уезда.
В конце 1920-х годов район включал сельсоветы Астрадамовский, Александровский, Алекинский, Аркаевский, Архангельский, Атяшкинский, Большекувайский, Большечилимский, Выползовский, Еделевский, Кезьминский, Киватский, Кобелевский, Копыловский, Краснояклинский, Малобарышский, Малокувайский, Никитинский, Новомаклаушинский, Паркинский, Помаевский, Ружеевщинский, Русско-Шатрашанский, Старомаклаушинский, Сычевский, Теньковский, Утесовский, Чеботаевский и Чуфаровский.
28 июля 1930 года Ульяновский округ был упразднён и Астрадамовский район был передан в прямое подчинение Средневолжского края. При этом к нему был присоединён Промзинский район.
21 февраля 1931 года Астрадамовский район был преобразован в Сурский район.
В октябре 1939 года Астрадамовский район был восстановлен в составе Куйбышевской области путём выделения из Сурского района. 19 января 1943 года район вошёл в состав новой Ульяновской области. На тот момент он включал сельсоветы Александровский, Аркаевский, Архангельский, Астрадамовский, Атяшкинский, Большекувайский, Большечилимский, Выползовский, Кезминский, Киватский, Красногорский, Малобарышковский, Малокувайский, Никитинский, Помаевский, Ружеевщинский, Чеботаевский и Шатрашанский.
7 июля 1953 года были упразднены Аркаевский, Шатрашанский, Малокувайский, Красногорский, Малобарышковский, Ружеевщинский, Александровский, Киватский, Атяшкинский и Большечилимский с/с.
2 ноября 1956 года к Астрадамовскому району была присоединена часть территории упразднённого Тагайского района.
22 октября 1960 года Астрадамовский район был упразднён. При этом Астрадамовский, Архангельский, Большекувайский, Кезминский, Никитинский, Помаевский и Чеботаевский с/с были переданы в Сурский район, а Новомаклаушинский и Старомаклаушинский с/с — в Богдашкинский район.